# Еуклидова геометрија
Еуклидова геометрија је геометрија изграђена на аксиомама апсолутне геометрије и Еуклидовом аксиому („петом постулату“) о паралелним правама: кроз тачку А која не лежи на правој а, у равни која је одређена тачком А и правом а, може се повући само једна права која не сече праву а. Иако су многи Еуклидови резултати већ раније били наведени, Еуклид је био први који је организовао ове тврдње у логички систем у коме се сваки резултат доказује из аксиома и претходно доказаних теорема.
Еуклидову геометрију често називају елементарна геометрија. Геометрију која се изучава у средњој школи такође називају Еуклидова геометрија и то је у вези с чињеницом да је њену прву систематску изградњу изложио старогрчки геометар Еуклид у 3. веку п. н. е. у својој књизи Елементи (в. Еуклидови Елементи). Елементи почињу геометријом равни, која се још увек учи у средњој школи као први аксиоматски систем и први примери математичких доказа. Затим се прелази на чврсту геометрију три димензије. Велики део Елемента наводи резултате онога што се данас назива алгебра и теорија бројева, објашњене геометријским језиком.
Прва геометрија различита од Еуклидове геометрије била је геометрија Лобачевског, коју је изградио велики руски математичар Лобачевски. Више од две хиљаде година, придев „еуклидски“ је био непотребан, јер су Еуклидови аксиоми изгледали толико интуитивно очигледни (са могућим изузетком паралелног постулата) да су се теореме доказане из њих сматрале апсолутно тачним, и стога ниједна друга врста геометрије није била могућа. Данас су, међутим, познате многе друге самодоследне нееуклидске геометрије, од којих су прве откривене почетком 19. века. Импликација опште теорије релативности Алберта Ајнштајна је да сам физички простор није еуклидски, а еуклидски простор је добра апроксимација за њега само на малим удаљеностима (у односу на јачину гравитационог поља).

## Површина сфере
Површина сфере је другачија репрезентација нееуклидске геометрије. Ако највеће кругове сфере сматрамо правама њихова геометрија ће задовољавати све аксиоме како Еуклидове, тако и геометрије Лобачевског осим аксиоме паралелности. Велики кругови сфере се увек секу.

## Елиптички аксиом
Елиптички аксиом: Кроз тачку која не лежи на датој правој не пролазе ниједна права која с датом правом лежи у истој равни и не сече ову праву.
- Последица 1: Три тачке које леже на правама, великим круговима сфере, формирају троугао чији је збир углова већи од 180°.
- Последица 2: Повећањем троугла расте његов збир унутрашњих углова.
- Последица 3: Однос обима и пречника круга мањи је од π.

Геометрије без аксиоме паралелности назива се Риманова геометрија, или Апсолутна геометрија.

## Логичка основа

### Класична логика
Еуклид је често користио метод доказивања противречношћу, те стога традиционално представљање Еуклидове геометрије претпоставља класичну логику, у којој је сваки исказ било тачан или нетачан, тј. за било који предлог П, предлог „П или не П” аутоматски је тачно.

### Савремени стандарди ригорозности
Постављање еуклидске геометрије на чврсту аксиоматску основу била је преокупација математичара вековима. Улогу примитивних појмова, или недефинисаних концепата, јасно је изнео Алесандро Падоа из Пеанове делегације на конференцији у Паризу 1900. године:
... кад почнемо да формулишемо теорију, можемо да замислимо да су недефинисани симболи потпуно лишени значења и да су недоказани предлози једноставно услови наметнути недефинисаним симболима.
Тада је систем идеја који смо у почетку изабрали једноставно једно тумачење недефинисаних симбола; али..ово тумачење читатељ може занемарити и слободно га у свом уму заменити другим тумачењем .. које задовољава услове ...
Логична питања тако постају потпуно независна од емпиријских или психолошких питања ...
 
Тада се систем недефинисаних симбола може сматрати апстракцијом добијеном из специјализованих теорија које настају када ... систем недефинисаних симбола сукцесивно замењује свака од интерпретација ...— Padoa, Essai d'une théorie algébrique des nombre entiers, avec une Introduction logique à une théorie déductive quelconque
Односно, математика је знање neзависно од контекста у хијерархијском оквиру. Као што је рекао Бертранд Расел:
Ако се наша хипотеза односи на било шта, а не на неку једну или више одређених ствари, онда наша закључивања чине математику. Дакле, математика се може дефинисати као предмет у којем никада не знамо о чему говоримо, нити да ли је истина оно што говоримо.— Bertrand Russell, Mathematics and the metaphysicians
Такви се темељни приступи крећу између фундаментализма и формализма.